# گروخوویسکا (استان اشوی‌داشکسیه)
گروخوویسکا (به لهستانی: Grochowiska) یک منطقهٔ مسکونی در لهستان است که در گمینا پینگچوف واقع شده‌است.